# Karl Schölly
Karl Schölly (* 12. April 1902 in St. Gallen; † 8. April 1987 ebendort) war ein Schweizer Schriftsteller.

## Leben
Karl Schölly war der Sohn eines Kaufmanns. Nach der Volksschule absolvierte er eine kaufmännische Lehre in einer Eisenwarenhandlung und übte anschließend diverse Tätigkeiten aus. Von 1943 bis zu seiner Pensionierung im Jahre 1967 war er als Beamter in der St. Galler Kantonsverwaltung tätig. Daneben schuf Schölly ein umfangreiches literarisches Werk, das in Stil und Denken stark beeinflusst war von der pubertären Goethe-Lektüre des Autors. Schöllys Hauptwerke, die Romane Neuweimar und Der Bund von St. Martin sind traumhaft-utopische Schilderungen eines  wiederbelebten klassischen Weimars bzw. eines idealistischen Freundeskreises. - Der umfangreiche, überwiegend ungedruckte Nachlass Karl Schöllys ruht in der St. Galler Kantonsbibliothek Vadiana.

## Werke
- Neuweimar. St. Gallen 1938
- Besinnliche Geschichten. St. Gallen 1940
- Der Bund von St. Martin. Bern 1941
- Ruhe auf der Flucht. Bern 1942
- Die Scholle. Zürich 1944
- Der Auserwählte. St. Gallen 1945
- Der ewige Wächter. St. Gallen 1946
- Die Brücke. St. Gallen 1950
- Der Lebensraum. St. Gallen 1951
- Das Werk lobt den Meister. St. Gallen 1953
- Das verratene Brot. St. Gallen 1954
- Stab und Stern. St. Gallen 1960
- Der Test. St. Gallen 1961
- Gedichte. St. Gallen 1963
- Das Schloß. St. Gallen 1969
- Besuch in Leuchtenberg. St. Gallen 1972
- Bildersäle. Frauenfeld 1977
- Fünfundachtzig Rätsel. St. Gallen 1987
- Schein und Schicksal. St. Gallen 1992